# Alebra pallida
Alebra pallida är en insektsart som beskrevs av Irena Dworakowska 1968. Alebra pallida ingår i släktet Alebra och familjen dvärgstritar. Inga underarter finns listade i Catalogue of Life.